# 올림픽 트라이애슬론
올림픽 트라이애슬론은 올림픽에서 트라이애슬론으로 경기를 겨루는 올림픽 경기 종목이다. 트라이애슬론은 2000년 시드니 대회에서 하계 올림픽에 첫 선을 보였으며, 이때 남자 및 여자 개인전이 처음 열렸고 그 이후로 계속해서 경쟁을 벌이고 있다. 2021년에는 연기된 2020년 하계 올림픽에서 혼성 단체 계주 종목이 처음으로 개최됐다. 이 스포츠와 올림픽 행사는 2019년부터 월드 트라이애슬론(World Triathlon)으로 알려진 국제 트라이애슬론 연맹(International Triathlon Union)의 관리를 받는다.

## 메달 집계
| 순위 | 국가              | 금메달 | 은메달 | 동메달 | 합계 |
| ---- | ----------------- | ------ | ------ | ------ | ---- |
| 1    | 영국              | 3      | 3      | 2      | 8    |
| 2    | 스위스            | 2      | 1      | 2      | 5    |
| 3    | 오스트레일리아    | 1      | 2      | 2      | 5    |
| 4    | 뉴질랜드          | 1      | 1      | 2      | 4    |
| 4    | 미국              | 1      | 1      | 2      | 4    |
| 6    | 캐나다            | 1      | 1      | 0      | 2    |
| 6    | 독일              | 1      | 1      | 0      | 2    |
| 8    | 오스트리아        | 1      | 0      | 0      | 1    |
| 8    | 버뮤다            | 1      | 0      | 0      | 1    |
| 8    | 노르웨이          | 1      | 0      | 0      | 1    |
| 11   | 포르투갈          | 0      | 1      | 0      | 1    |
| 11   | 스페인            | 0      | 1      | 0      | 1    |
| 11   | 스웨덴            | 0      | 1      | 0      | 1    |
| 14   | 체코              | 0      | 0      | 1      | 1    |
| 14   | 남아프리카 공화국 | 0      | 0      | 1      | 1    |
| 14   | 프랑스            | 0      | 0      | 1      | 1    |
| 합계 | 합계              | 13     | 13     | 13     | 39   |

## 세부 종목
| 종목        | 00 | 04 | 08 | 12 | 16 | 20 |   |
| ----------- | -- | -- | -- | -- | -- | -- | - |
| 남자        | •  | •  | •  | •  | •  | •  | 6 |
| 여자        | •  | •  | •  | •  | •  | •  | 6 |
| 혼성 릴레이 | -  | -  | -  | -  | -  | •  | 1 |
| 합계        | 2  | 2  | 2  | 2  | 2  | 3  |   |

## 같이 보기
- 1904년 하계 올림픽 육상 남자 3종
- 1904년 하계 올림픽 체조 남자 3종

## 참고 자료
- “트라이애슬론”. SR/Olympic Games. 2016년 6월 22일에 원본 문서에서 보존된 문서. 2011년 11월 24일에 확인함.
- “트라이애슬론”. 국제 올림픽 위원회.